# جرد دبلیو. ویلیامز
جرد دبلیو. ویلیامز (به انگلیسی: Jared W. Williams) سناتور سابق عضو حزب دموکرات ایالات متحده آمریکا بود. وی در سال ۱۸۵۳ تا ۱۸۵۴ میلادی سناتور ایالت نیوهمپشایر در سنای ایالات متحده آمریکا بود.